# Malita
Malita est une municipalité et la capitale de la province du Davao occidental, aux Philippines.